# Friedrich Engel-Jànosi
Friedrich Engel-Jánosi (Oberdöbling, 18 febbraio 1893 – Vienna, 7 marzo 1978) è stato uno storico austriaco.

## Biografia
Di origine ungherese ed ebrea, figlio di un industriale, Jánosi studiò inizialmente giurisprudenza. Ottenuto il dottorato di ricerca nel 1921 in diritto, nel 1929 ottenne la licenza per insegnare storia moderna e nel 1935 ricevette il titolo di professore associato nella stessa materia. Costretto a fuggire inizialmente a Roma a causa dell'Anschluss, nel 1939 si rifugiò negli Stati Uniti dove insegnò all'Università di Cambridge. Dal 1945 ebbe l'abilitazione di insegnare storia europea all'Università Cattolica d'America a Washington. Ritornò ad insegnare a Vienna nel 1959, città ove morì nel 1978.
L'attività di Jánosi si concentrò principalmente sui rapporti tra Stato e Chiesa, in particolar modo il giuseppinismo e il concordato del 1855.